# El profesional
El profesional (título original: Le Professionnel) es una película de acción de 1981 dirigida por el director francés Georges Lautner y protagonizada por Jean-Paul Belmondo, Jean Desailly y Robert Hossein. Está basada en la novela de 1976 de Patrick Alexander Death of a Thin-Skinned Animal. Cuenta con la música de Ennio Morricone, siendo el tema "Chi Mai" internacionalmente conocido y asociado tanto al film como a la persona de Belmondo.

## Sinopsis
El agente secreto francés Josselin Beaumont es enviado a Malagawi, un país africano ficticio, para matar al dictador, Coronel Njala. Sin embargo, antes de que la misión se cumpla la situación política cambia radicalmente y el servicio secreto francés decide entregar a Beaumont a las autoridades de Malagawi. Tras un largo e injusto juicio durante el cual Beaumont es narcotizado, se lo sentencia a cumplir una severa pena en un campo de trabajos forzados. 
Luego de escapar con uno de sus compañeros cautivos, el cual muere en la huida, retorna a Francia donde, con el propósito de vengarse de quienes lo traicionaron, hace saber de su presencia al servicio secreto usando las claves antiguas de antes de la traición, prometiendo que matará a Njala mientras está en Francia realizando un viaje extraoficial. El servicio secreto responde enviando a otros agentes tras la pista de Beaumont. Sin embargo, él permanece un paso por delante, humillando y matando a algunos de los traidores, incluido el sádico jefe de la policía secreta, Rosen. 
Luego de que el jefe de policía muere en un enfrentamiento mano a mano con Beaumont, éste intercambia sus identificaciones generando confusión en el servicio secreto y reduciendo temporalmente a la guardia de Njala. Beaumont logra que Njala sea asesinado engañando al servicio secreto, para que uno de sus hombres sea el que accidentalmente dispare sobre el dictador. Cuando finalmente escapa caminando hacia el helicóptero de Njala, Beaumont cae muerto a causa de un disparo efectuado por orden directa del gobierno de Francia.